# Strzelanina w Perry High School
Strzelanina w Perry High School – strzelanina, która miała miejsce w dniu 4 stycznia 2024 roku w szkole Perry High School w miejscowości Perry w stanie Iowa w Stanach Zjednoczonych; w jej wyniku zginęły 3 osoby (wliczając sprawcę), a 6 odniosło obrażenia.

## Sprawca
Sprawcą strzelaniny był 17-letni Dylan Butler, uczeń zaatakowanej szkoły. Według jego rodziców i znajomych, był on ofiarą prześladowania w szkole ze względu na jego odmienny od innych uczniów sposób zachowania (prześladowana miała być także jego młodsza siostra). Chwilę przed strzelaniną umieścił on na swoim profilu na portalu TikTok swoje selfie w szkolnej łazience z widocznymi w tle torbami z bronią; zdjęcie było okraszone podpisem teraz czekamy. Zdjęcie zostało dodane jako plik multimedialny, podczas którego odtwarzania w tle można było usłyszeć utwór Stray Bullet zespołu KMFDM, który jest powszechnie kojarzony ze społecznością tak zwanych naśladowców masakry w Columbine.

## Przebieg
Pierwsze strzały padły w szkole około godz. 7:37 rano na porannej przerwie śniadaniowej; inne doniesienia mówią, że strzały padły już minutę wcześniej, o 7:36. Butler otworzył ogień w stronę uczniów, a później w stronę szkolnego dyrektora, Dana Marburgera, który próbował go zatrzymać. Postrzelił 7 uczniów i wspomnianego dyrektora, po czym popełnił samobójstwo.
O 7:44 na miejsce przybyli pierwsi policjanci, którzy weszli do szkoły i znaleźli martwego sprawcę, który popełnił samobójstwo jeszcze przed ich przybyciem. O 8:27 szkołę Perry High School ewakuowano, natomiast o godz. 8:32 dokonano ewakuacji pobliskiej szkoły podstawowej.
W strzelaninie rannych zostało 8 osób, w tym 2 śmiertelnie: 11-letni Ahmir Joliff (uczeń klasy gimnazjum mieszczącego się obok liceum na kampusie Perry High School) zmarł jeszcze tego samego dnia w szpitalu w wyniku odniesionych obrażeń, natomiast dyrektor szkoły Dan Marburger zmarł 14 stycznia w wyniku obrażeń odniesionych w ataku.

## Reakcje
W reakcji na strzelaninę, miejscowa społeczność zebrała się jeszcze tego samego dnia w lokalnym parku w celu upamiętnienia ofiar strzelaniny.
Kondolencje przesłali między innymi: gubernatorka stanu Iowa Kim Reynolds, Nikki Haley oraz biuro prasowe Białego Domu w imieniu prezydenta USA Joe Bidena. Biały Dom nazwał strzelaninę łamiącym serce wydarzeniem, wzywając Kongres do podjęcia działań w sprawie ograniczenia dostępu do broni palnej w USA.
Kondolencje rodzinom ofiar i sprawcy złożyła za pośrednictwem swojego profilu na Instagramie także wokalistka zespołu KMFDM, Lucia Cifarelli, potępiając zbrodnię oraz zdecydowanie odcinając się od społeczności naśladowców Columbine wykorzystującej muzykę zespołu (KMFDM było jednym z ulubionych zespołów muzycznych sprawców masakry w Columbine, co bywa naśladowane przez ich zwolenników).